# Divine Divinity
Divine Divinity ist ein von Larian Studios entwickeltes Hack-&-Slay-Rollenspiel und das erste Spiel der Divinity-Reihe.

## Spielinhalt
Das Spiel erzählt die Geschichte des Landes Rivellon und des Göttlichen, dessen Rolle der Spieler übernimmt. Dabei hat er die Auswahl zwischen Mann/Frau, Krieger, Überlebenskünstler (welcher einer Schurken-Klasse aus anderen Rollenspielen gleichzusetzen ist) oder Magier. Nach der Generierung des Spielercharakters beginnt der Spieler als Geretteter im Heilerdorf Aleroth, in dem man seine ersten Aufträge bekommt, bevor man später auf eigene Faust oder für Auftraggeber arbeitet.
Das Spiel hat ein mittelalterliches Szenario mit Elementen aus dem Fantasybereich. Man kämpft mit Schwert, Axt, Hammer, Bogen, Armbrust, Schild, Fäusten oder Magie. Die Wahl der Rolle (Krieger, Überlebenskünstler oder Magier) beeinflusst lediglich die Hauptfähigkeiten, die z. B. beim Krieger der Rundumschlag ist. Man kann auch als Krieger die Zauber und Fähigkeiten des Magiers oder Diebs nutzen und umgekehrt. Dabei wird bei den Sprüchen zwischen passiv und aktiv unterschieden. Aktiv bedeutet, dass man die jeweiligen Sprüche selbst aktivieren muss, passiv bedeutet, dass diese Sprüche die ganze Zeit ab der Erlernung aktiviert sind, z. B. die Verbesserung mit dem Schwert.

## Entwicklungsgeschichte
Divine Divinity erschien in Deutschland am 2. August 2002. Zwei Nachfolger erschienen 2004 mit Beyond Divinity und 2009 mit Divinity 2: Ego Draconis. 2013 erschien mit Divinity: Dragon Commander das erste Strategiespiel in der Divinity-Reihe. 2014 kam ein weiterer Teil namens Divinity: Original Sin auf den Markt, dem im Jahr 2017 Divinity: Original Sin 2 folgte.
2009 erschien eine Remastered version der ersten beiden Teile aus 2002 und 2004, erweitert vor allem um die Unterstützung von Breitbildauflösungen, angeboten als käuflicher Download auf mehreren Online-Vertriebsplattformen.
Jedoch ging aufgrund eines Backup-Defekts der Quelltext der Remastered version von Divine Divinity verloren und spätere Digitale Distribution Versionen setzten auf die veraltete Version 1.29 auf, besitzen also weniger Bugfixes als die letzte Retail-Version 1.34a.

## Rezeption
Das Spiel erhielt überwiegend positive Wertungen. GameStar bezeichnet Divine Divinity als „gutes Action-Rollenspiel mit schwacher Technik“. Auch PC Games erklärte zu Release, dass das Spiel deutlich unter dem damaligen technischen Standard liege, sich inhaltlich und spielerisch aber durchaus sehen lassen könne. Dabei werde allerdings nicht die hohe Qualität seiner exzellenten Vorbilder erreicht. Die Grafik wirke neben Dungeon Siege, Morrowind und Neverwinter Nights wie eine Karikatur.

„Das ultimative RPG-Erlebnis haben die Larian Studios leider nicht erschaffen.“